# 福岡村 (茨城県)
福岡村（ふくおかむら）は、1889年（明治22年）4月1日から1955年（昭和30年）3月1日まで存在した茨城県筑波郡の村。現在の茨城県つくばみらい市北部に当たる。

## 地理
茨城県筑波郡南部にあった村。小貝川の東岸に立地し、地域内は谷原領3万石として開発された田園地帯の北部に当たり、地域内には福岡堰がある。
現在の地名ではつくばみらい市北山・坂野新田・台・中原・仁左衛門新田・福岡・福岡台入会地・南・に相当する。

### 地域
- 大字坂野新田
  - （字）坂野新田
- 大字台
  - （字）浅間裏・荒宿（あらしく）・飯塚（いいつか）・海老原・大和田・荻砂（おぎのすな）・御領（おんりょう）・御神立（おんかんだつ）・風崎山（かざさきやま）・春日山・神向寺後（かみむかいてらうしろ）・喜左ヱ門角（きざえもんかく）・北山・北山道東（きたやまどうひがし）・清兵エ後（きよべいうしろ）・行屋下（ぎょうやした）・久保・倉島・小貝川付（こかいがわつき）・五反田・小屋下・逆瀬川・笹淵（ささぶち）・宿坪（しくつぼ）・芝山・四本松（しほんまつ）・十六・十六並・十文字・新宿（しんしく）・神明（じんめい）・諏訪山・台坪・宅地付・知行田（ちぎょうだ）・堂脇・戸崎前・長沼・苗代山（なしろやま）・鍋底・鍋底台・西ノ内・西山・二十五間・二本松・二本松入・二本松道添（にほんまつどうぞえ）・二本松道添東・二本松道東・二本松道東中（にほんまつどうひがしなか）・二本松道中・八反田・花輪窪・花輪前・原山・原山添・東三田台・船塚（ふなつか）・平兵ヱ後（へいべいうしろ）・蛇下・宝木山（ほうきやま）・宝木山下・宝木山坪（ほうきやまつぼ）・前田（まいだ）・前畑（まいはた）・前山（まいやま）・真瀬道（ませみち）・真瀬道添（ませどうぞえ）・真瀬道中・丸山・三田台・南大道添・南村・南村後（みなみむらうしろ）・向山（むかいやま）・宮ノ後（みやのうしろ）・明神東（めいじんひがし）・谷田部道（やたべどう）・谷田部道添（やたべどうぞえ）・谷田部道中・薬師后（やくしご）・薬師前・山ノ下・八幡前（やはたまえ）
- 大字伊左ヱ門新田
  - （字）中原
- 大字仁左衛門新田
  - （字）浅間下・浦田・金耕地（かなこうち）・上押（かみおし）・北山・椎木下（しいのきした）・橋本・八反・東口・東堀・二重（ふたい）・中口・七畝（ななせ）・西口・沼田（ぬまた）・番屋前・前堀・丸山・八幡下（やはたした）・山神・渡船場（わたしふなば）
- 大字福岡
  - （字）相ノ谷（あいのや）・大畑・大畑下（おおはたした）・御堂・御堂東・御堂東脇・鹿島東・北坪・北山・北山谷津・行屋下（ぎょうやした）・逆瀬川向（さかせがわむかい）・新宿（しんじく）・建出山（たてだしやま）・長張（ちょうはり）・鎮守東（ちんじゅひがし）・寺町・堂浦・戸崎・戸崎坪・戸崎前（とさきまえ）・中曽根・長押・長沼根新田・西脇・根新田前・花輪・花輪坪・花輪前・東谷津・東谷津向（ひがしやつむかい）・古木山・福岡・宝木山浦（ほうきやまうら）・丸山・水門（みつもん）・水門下（みつもんした）・水門台
- 大字福岡台入会地
  - （字）御堂山（おどうやま）・鹿島・弥陀
- 大字福岡外73村入会地
  - （字）堰場・元入
- 大字南
  - （字）上野台・上野台下り・裏畑・海老原・大堀・大堀台西・大堀台東・大堀付東（おおほりつきひがし）・御君・桶ノ口・垣根添・春日入・春日入下・春日入前・鍛冶屋・香取下・香取前・五反田・観音前・観音裏・九ケ村（くかむら）・倉嶋（くらじま）・腰巻・権現前・小山・御霊・境堤（さかいつつみ）・四本松（しほんまつ）・下井戸（しもいど）・新田・新山・惣持（そうじ）・惣持下・水門下（みつもんした）・須賀（すか）・石尊東（せきそんひがし）・立下・中曽根・中道・中道西・中道東・中道南・西坪・二枚橋（にまえはし）・根田沖・萩砂（はぎのすな）・橋本・東坪・細内・前田・前畑（まいはた）・水喰（みずくい）・南・向山（むかいやま）・向山下・薬師前・薬師脇・屋敷尻（やしきじり）・山之崎・分前（わけまえ）

## 歴史
- 1889年（明治22年）4月1日 - 町村制施行に伴い、旧来の福岡村・台村・南村・伊左衛門新田・仁左衛門新田・坂野新田が合併し、筑波郡福岡村となる。
- 1954年（昭和28年）4月27日 - 水海道市大生町との間を結んでいる常総橋が自動車事故により破損[1]。
- 1954年（昭和28年）9月 - 常総橋の仮橋が仮設される[1]。
- 1955年（昭和29年）3月1日 - 筑波郡十和村・谷原村、北相馬郡小絹村と合併し筑波郡谷和原村となる。